# Список самых высоких зданий Сиэтла

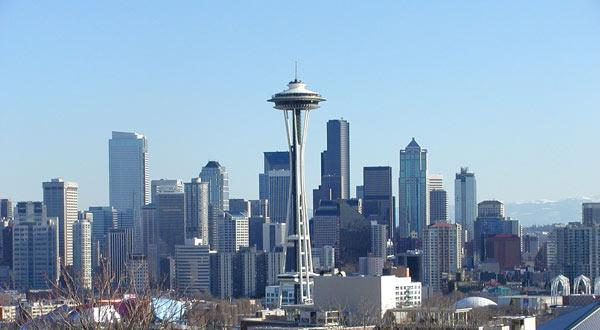
Деловая часть Сиэтла

Самым высоким зданием в Сиэтле является 76-этажное здание Columbia Center, которое имеет высоту 286 м и было построено в 1985 году. Сегодня это здание входит в перечень 20 самых высоких зданий США и является самым высоким зданием в штате Вашингтон. Вторым самым высоким зданием в городе и штате является небоскрёб 1201 Third Avenue, который имеет высоту 235 м). 19 из 20 самых высоких небоскрёбов штата Вашингтон расположены в Сиэтле.
История строительства небоскрёбов в Сиэтле началась в 1904 году, когда было завершено возведение Alaska Building, которое часто называют первым небоскрёбом в городе, построенном с применением стальных конструкций; здание имеет 14 этажей и возвышается на 62 м. Сиэтл переживал большой строительный бум в конце 1970-х и в начале 1980-х годов, в результате чего было построено 15 высотных зданий из 20 находящихся в городе, включая Columbia Center и 1201 Third Avenue. Второй строительный бум, начавшийся в 2000 году, привёл к появлению в городе ещё нескольких высотных зданий, высотой до 152 м. Сегодня в Сиэтле находится 12 небоскрёбов, которые имеют высоту более 152 м; ведётся строительство ещё двух высотных зданий. По количеству небоскрёбов Сиэтл занимает первое место среди северо-западных штатов США, третье место на западном побережье (после Лос-Анджелеса и Сан-Франциско) и одиннадцатое в США.
По состоянию на май 2008 года, в городе находится 204 высотных здания, 63 находятся в процессе постройки и проектирования,
из которых 22 высотой более 122 м,

## Список зданий

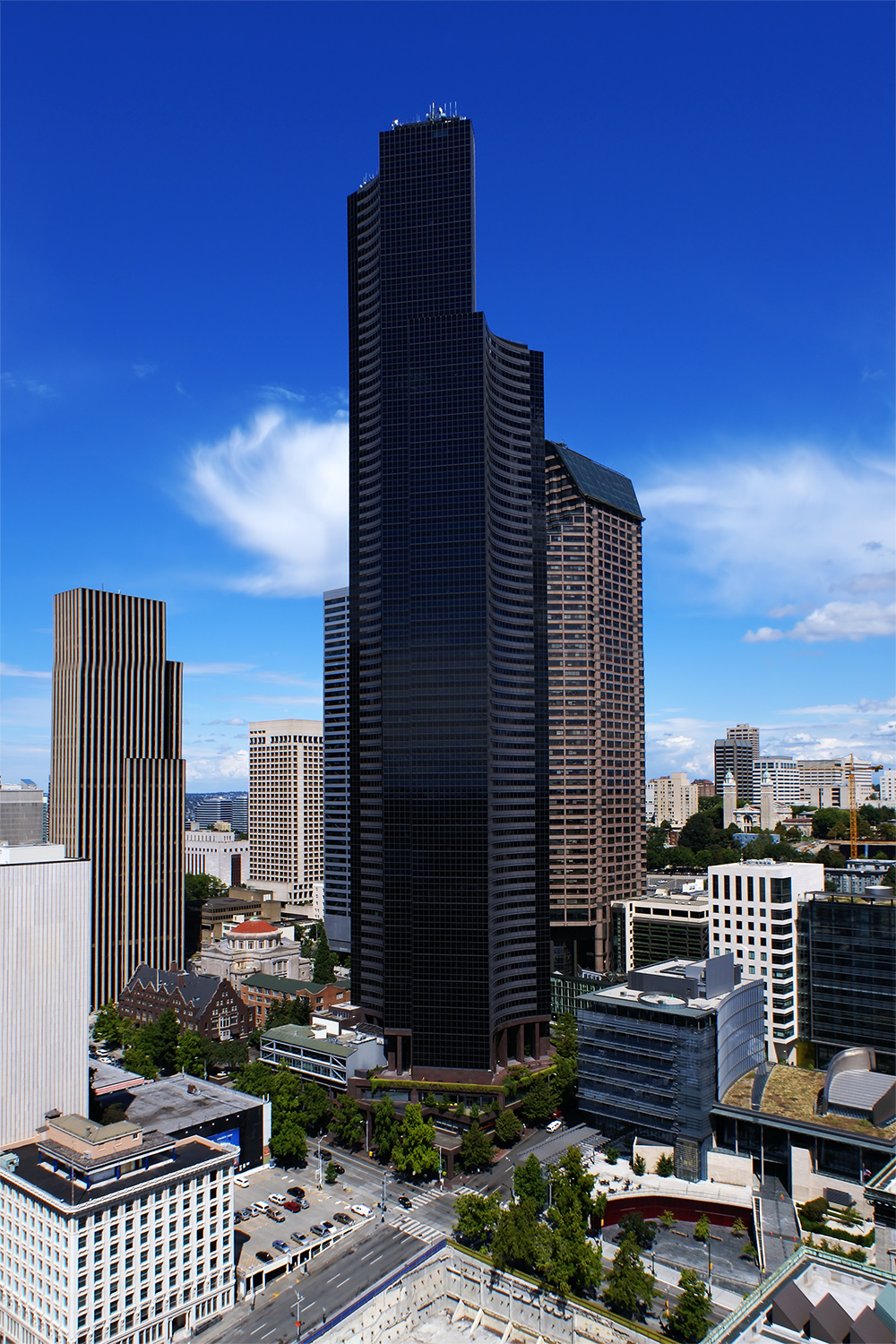
Columbia Center, самое высокое здание в Сиэтле

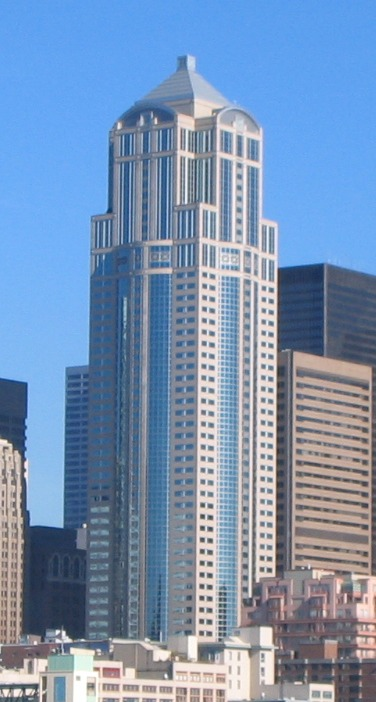
1201 Third Avenue, здание, занимающее второе место среди самых высоких зданий в городе

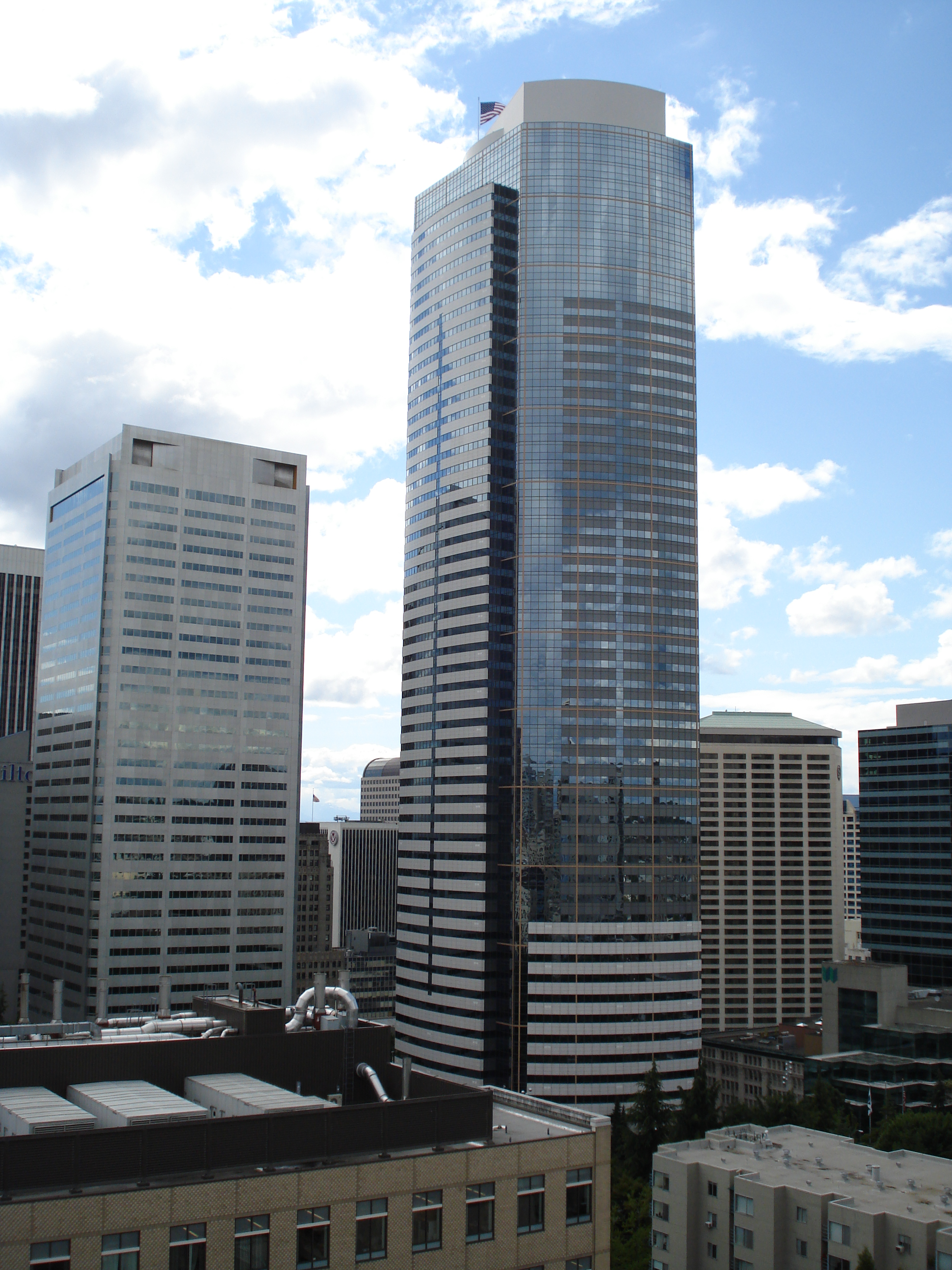
, здания занимающие 17-е и 3-е места в городе среди небоскрёбов соответственно

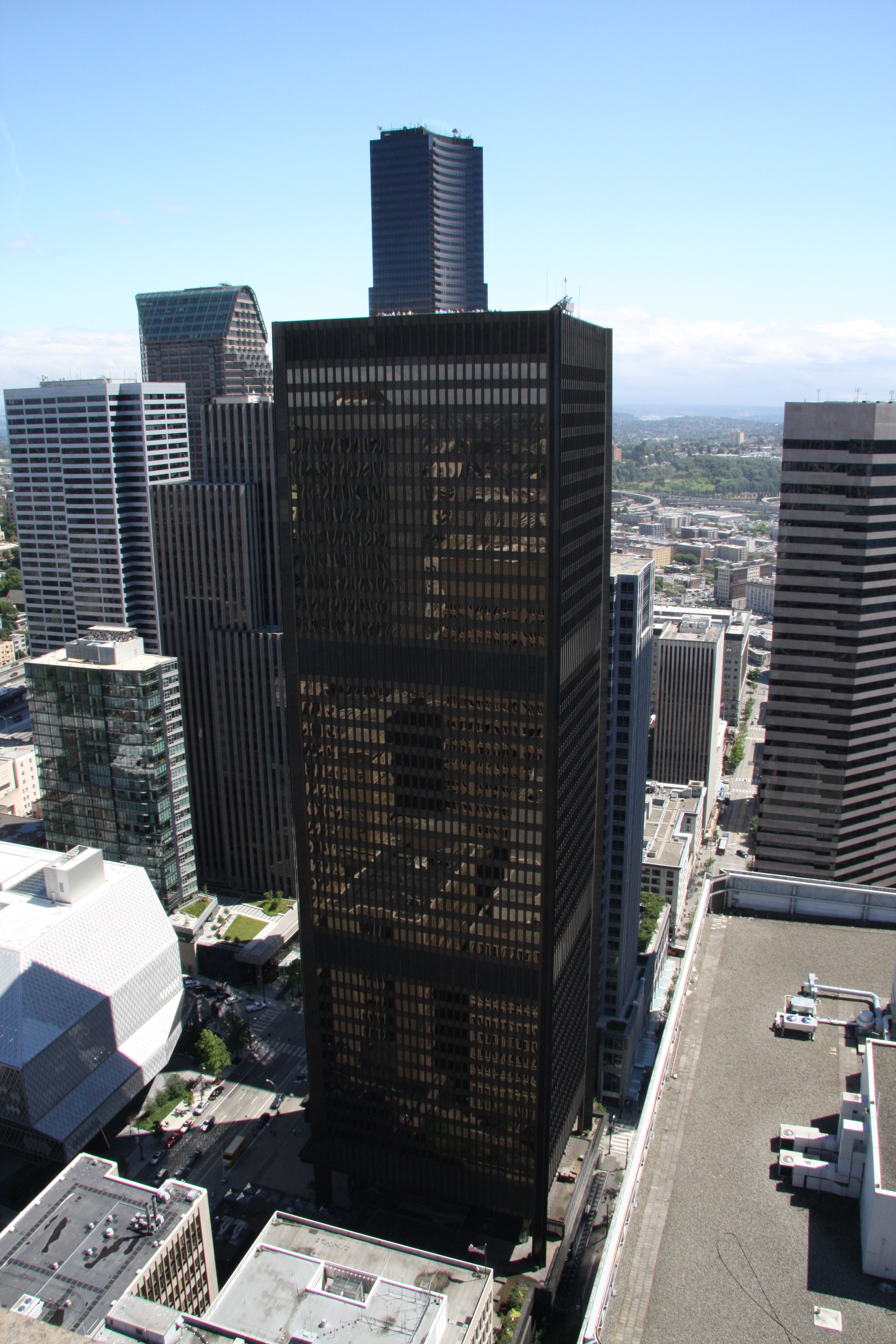
— 5-й по высоте небоскрёб в Сиэтле

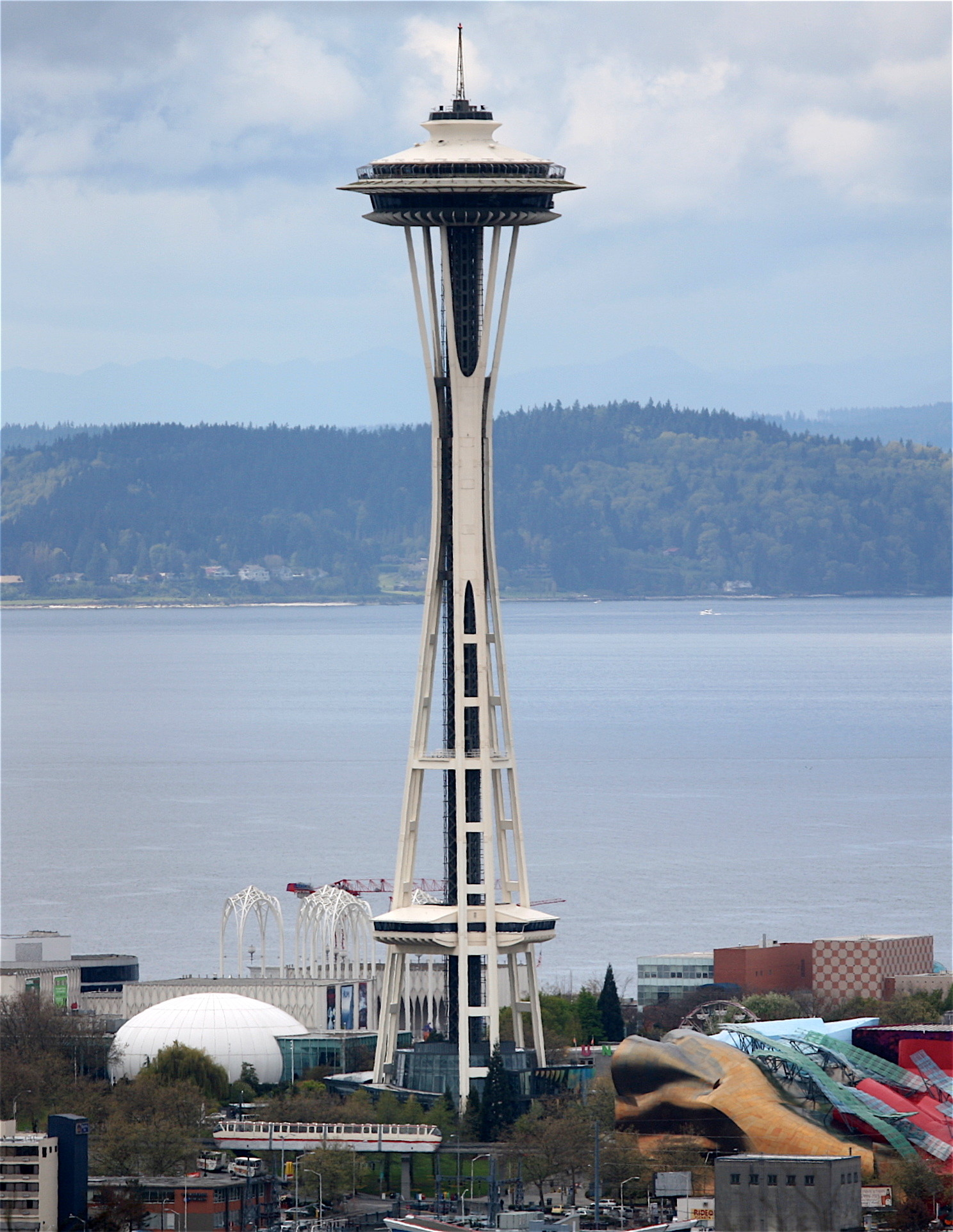
башня Спейс Нидл

В перечень включены здания высотой не ниже 122 м. В списке упоминаются здания со шпилями, архитектурными деталями, мачты антенн исключены. В колонке «год» указан год завершения строительства здания. Обзорные вышки как нежилые помещения включены в список для сравнения, но не попали в статистику.
| №    | Название                              | Высота футы / метры | Количество этажей | Год  | Примечания |
| ---- | ------------------------------------- | ------------------- | ----------------- | ---- | --- |
| 1    | Columbia Center                       | 968 / 285           | 76                | 1985 | 84-е место в мире среди самых высоких зданий; 20-е место в США; с 1985 года самое высокое здание в Сиэтле и в штате Вашингтон; самое высокое здание на западном побережье США на момент окончания постройки, сегодня занимает второе место; имеет наибольшее количество этажей среди других небоскребов к западу от реки Миссисипи; самый высокий обзорный зал в штате находится на 73-м этаже здания; самое высокое здание в Сиэтле, построенное в 1980-е годы |
| 2    | 1201 Third Avenue                     | 772 / 235           | 55                | 1988 | 197-е место в мире среди самых высоких зданий; 60-е место в США |
| 3    | Union Square Two                      | 740 / 226           | 56                | 1989 | 88-е место среди самых высоких зданий в США |
| 4    | Seattle Municipal Tower               | 722 / 220           | 62                | 1990 | 105-е место среди самых высоких зданий США; самое высокое здание в Сиэтле, построенное в 1990-е годы |
| 5    | 1001 Fourth Avenue Plaza/Safeco Plaza | 630 / 192           | 50                | 1969 | самое высокое здание в Сиэтле, построенное в 1960-е годы |
| 06.0 | Спейс Нидл[C]                         | 605 / 184           | 5                 | 1962 | самая высокая башня в штате Вашингтон, 3-я по высоте башня в США |
| 6    | Russell Investments Center            | 598 / 182           | 42                | 2006 | самое высокое здание, построенное в Сиэтле в 2000 году |
| 7    | U.S. Bank Centre                      | 580 / 177           | 44                | 1989 | [ 17 ] [ 18 ] |
| 8    | Wells Fargo Center                    | 573 / 175           | 47                | 1983 | [ 19 ] [ 20 ] |
| 9    | Bank of America Fifth Avenue Plaza    | 543 / 166           | 42                | 1981 | [ 21 ] [ 22 ] |
| 10   | Union Bank of California Center       | 536 / 163           | 41                | 1973 | самое высокое здание, построенное в Сиэтле в 1970-е годы |
| 11   | Rainier Tower                         | 514 / 157           | 31                | 1977 | [ 25 ] [ 26 ] |
| 12   | Fourth and Madison Building           | 512 / 156           | 40                | 2002 | [ 27 ] [ 28 ] |
| 13   | 1918 Eighth Avenue                    | 500 / 152           | 36                | 2009 | последнее на сегодняшний день построенное и введенное в эксплуатацию здание в Сиэтле |
| 14   | Qwest Plaza                           | 498 / 151           | 33                | 1976 | [ 30 ] [ 31 ] |
| 15   | 1000 Second Avenue                    | 493 / 150           | 43                | 1987 | [ 32 ] [ 33 ] |
| 16   | Smith Tower                           | 489 / 141           | 42                | 1914 | самое высокое здание, построенное в Сиэтле в 1910-е годы |
| 17   | Henry M. Jackson Federal Building     | 487 / 148           | 37                | 1974 | [ 36 ] [ 37 ] |
| 18   | Union Square One Union Square         | 456 / 139           | 36                | 1981 | [ 38 ] [ 39 ] |
| 19   | Olive 8                               | 455 / 139           | 39                | 2009 | [ 40 ] [ 41 ] |
| 20   | 1111 Third Avenue                     | 454 / 138           | 34                | 1980 | [ 42 ] [ 43 ] |
| 21   | Westin Seattle North Tower            | 449 / 137           | 47                | 1982 | самое высокое здание Сиэтла среди отелей |
| 22   | Fifteen Twenty-One Second Avenue      | 440 / 134           | 38                | 2008 | [ 46 ] [ 47 ] |
| 23   | Westin Building                       | 409 / 125           | 34                | 1981 | [ 48 ] [ 49 ] |
| 24   | Aspira                                | 400 / 122           | 37                | 2009 | [ 50 ] |